# Грушевська залізниця
Грушевська залізниця (Грушевсько-Донська залізниця) — перша залізниця на Донбасі, що з'єднала Грушевськ з Аксаєм через Новочеркаськ. Була побудована у 1861—1863 роках.

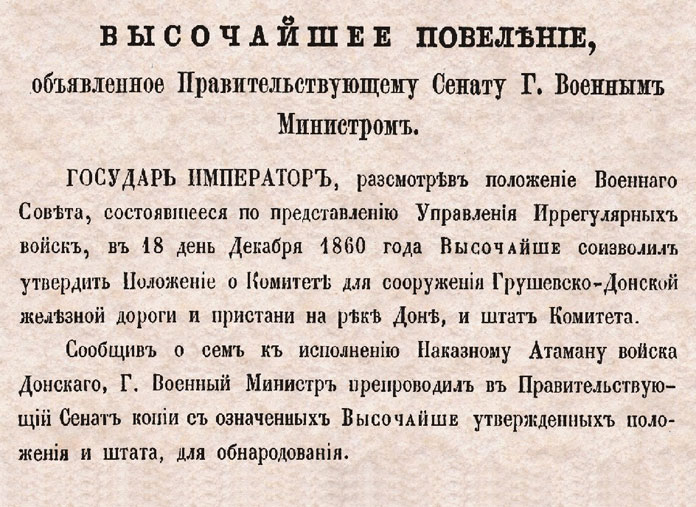
текст Найвищого веління: «затвердити спорудження Грушевсько-Донської залізниці»

## Передумови
До 1860 року видобуток вугілля на Грушевських копальнях (нині місто Шахти) становив понад 3 млн пудів на рік. Існував і ринок збуту, але нормального транспортного шляху не було, що робило вивезення вугілля справою дорогою і складною. Видобуте вугілля перевозили на 34 версти гужовим транспортом на волах до Дону, (станиця Мелехівська, 7-ім верст від Новочеркаська) перевантажували на баржі і вже звідти відправляли замовникам. Такий спосіб доставки був доступний тільки під час літньої навігації, взимку річка замерзала, та й в міжсезоння вивезенню заважале бездоріжжя. Чорноморський флот споживав вугілля, але з Англії, так як Грушевський антрацит багато коштував. Назріла необхідність у створенні надійного цілорічного шляху для вивозу вугілля.
Ініціатором будівництва залізниці був козачий отаман Михайло Григорович Хомутов. Ним 1 березня 1860 року було подано клопотання на ім'я військового міністра. Вже 16 травня 1860 р. імператор Олександр II підписав указ про будівництво залізниці. 18 грудня 1860 р. Олександр II затверджує «Положення про Комітет для спорудження Грушевсько-Донської залізниці та пристані на річці Дон». 
У 1861 році був зроблений остаточний вибір напрямку залізниці. Було вирішено що вона піде від Грушевських копалень ні до станиці Мелеховської, а до с. Аксайської (нині Аксай).

## Історія
2 квітня 1861 року поблизу Новочеркаська пров́ели урочисту церемонію початку робіт, про що писали «Донські військові відомості».
Роботами зі спорудження залізниці керував інженер шляхів сполучення Валер'ян Олександрович Панаєв. До будівництва залучили понад три тисячі працівників: селян (Харківської, Курської, Орловської, Смоленської губерній) та шахтарів з Грушевських копалень.

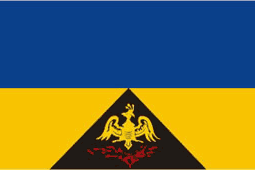
Прапор м. Шахти (кол. Грушевський) у 1997—2012 рр.

Паровози і вагони для залізниці були замовлені в Бельгії. В тім, вагони замовлені були особливі, це була перша поява напіввагонів на залізницях імперії. Поставку шпал і рейкових скріплень взяли на себе новочеркаські торговці та промисловці. Також в Бельгії були замовлені парові машини, крани, поворотні кола, обладнання для майстерень. Весь вантаж з Бельгії прибував на пароплавах в Таганрог.
Наприкінці грудня 1863 року відбулося урочисте відкриття злізниці, її протяжність склала 66 верст. З січня 1864 року розпочався регулярний рух залізниею.
При відкритті залізниця мала 4 паровоза, які мали власні імена: «Козак», «Єрмак», «Отаман» і «Грушевський»; 161 напіввагон; 8-ім зимових пасажирських і 6-ть літніх пасажирських вагонів.
На станції Максимівка було побудовано паровозне депо з ремонтними майстернями.

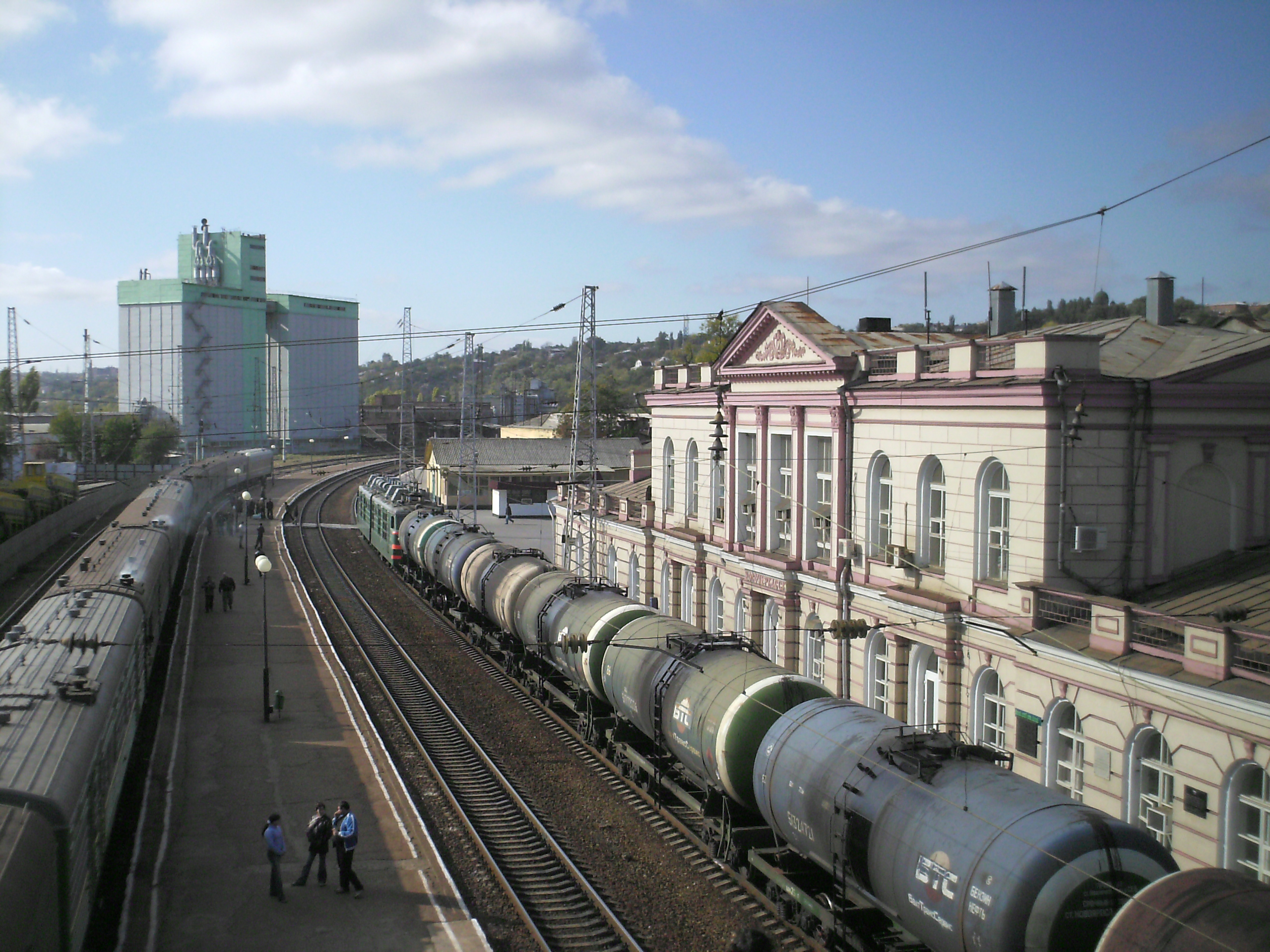
Станція Новочеркаськ у 2007 році

### Подальші події
30 липня (11 серпня) 1867 року купець першої гільдії С. С. Поляков отримав дозвіл на будівництво ділянки залізниці між станицею Аксайською і Ростовом, а 10 (22) лютого 1868 року відкрив його для руху. Після цього придбав й Грушевсько-Донську залізницю. Залізниця стала Грушевсько-Ростовськю.
Концесія на Воронезько-Грушевську залізницю була затверджена імператором 8 (12) липня 1869  року. А через кілька днів, 16 (28) серпня, він видав: „Найвищий Веління зволити … будівництво та експлуатація Воронезько-Грушевської залізниці покладається на уповноваженого представника Війська Донського і Воронезького земства Полякова відповідно до проєкту Звичайної концесії, складеної з цього приводу, додатковими умовами до неї і даним Поляковим підпису про формування капіталу для Воронезько-Ростовської залізниці“.

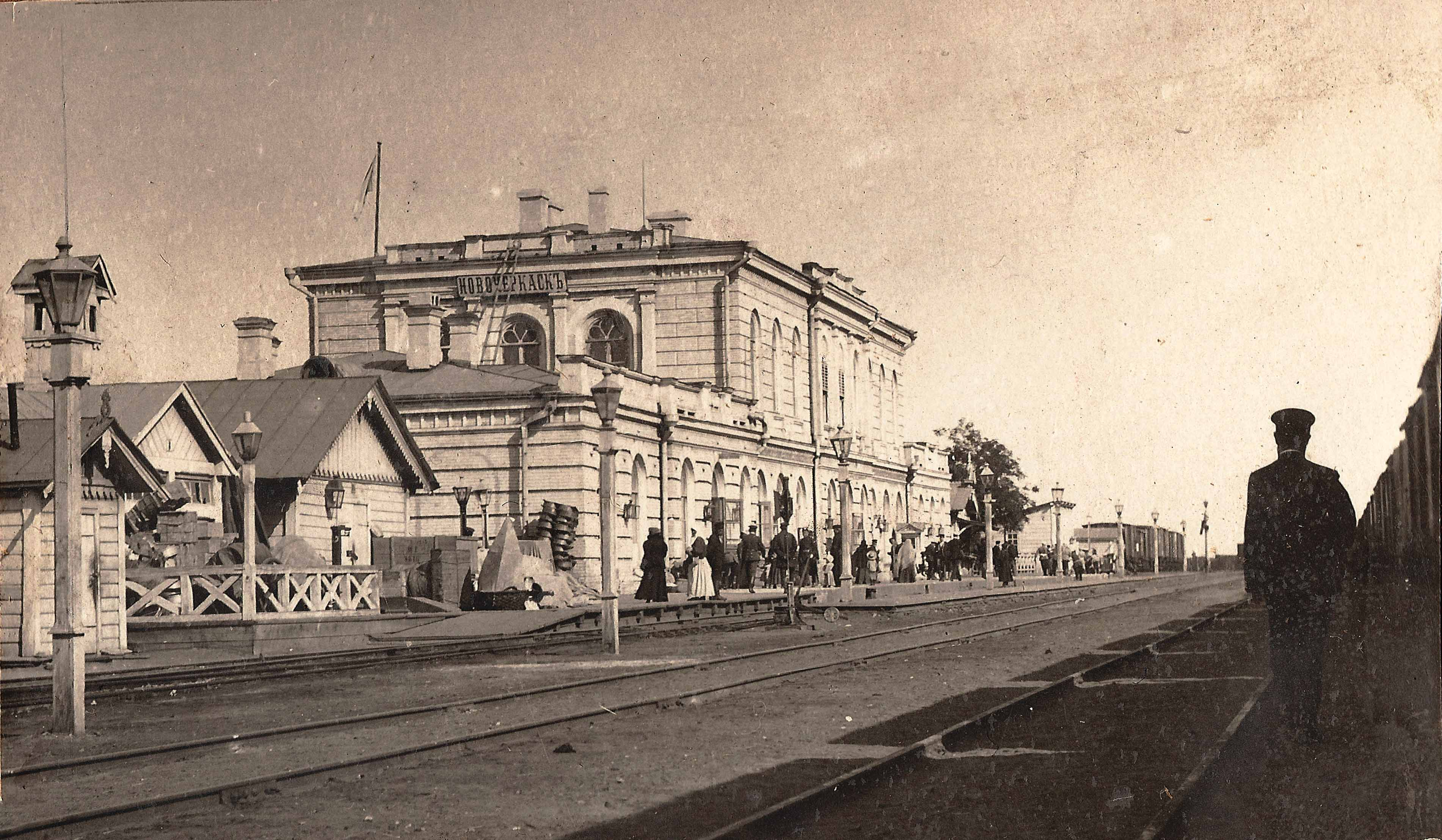
залізнична Новочеркаськ (станція)

Додаткові умови полягали в тому, що нова Воронезько-Грушевська і Грушевсько-Ростовська залізниці мали злитися в єдину, що складалися б з двох ділянок: першої з Воронежа до станції Максимівська по Грушевській залізниці і другої від неї до Ростова зі з'єднанням нової залізниці зі станцією казенної лінії Харків—Азов, збудованої в місті Ростов.
28 листопада (10 грудня) 1871 року було прийнято рішення про відкриття руху по всій довжині Воронезько-Ростовської залізниці від Воронежа (ст. Отрожка) до Ростова, таким чином, вже в 1871 році до Грушевської та Аксайської дійшли поїзди з Воронежа по новій Воронезько-Ростовській залізниці, в яку влилась і Грушевсько-Ростовська. Управління об'єднаної залізниці розмістилося в Новочеркаську.